# Manoir de Vau de Quip
Le manoir de Vau de Quip, (ou manoir du Vaudequip, château du Vaudequip) est une demeure qui se dresse sur la commune française d'Allaire, dans le département du Morbihan, en région Bretagne.

## Localisation
Le manoir est situé au nord d'un étang de 3 ha formé sur le cours du Quip (affluent de l'Arz en rive droite), à environ 3,7 km au nord-nord-ouest du centre-ville d'Allaire, dans le département français du Morbihan.

## Historique
Le manoir date de la fin du XVe siècle,, et est construit pour Guillaume de Bogier, écuyer, conseiller, trésorier de l'épargne et garde des joyaux du duc Pierre II de Bretagne (1450-1457). Il est remanié dans le courant du XVIIe siècle et la charpente est refaite au siècle suivant.
Il appartint successivement aux familles Bogier, de Quengo (par mariage fin XVe siècle), de Kervérien (par achat en 1661), Thomas de la Caunelaye (par mariage en 1681), du  Bot du Grégo (par mariage en 1768), d'Amphernet de Pontbellanger (par don en 1787), du Fresne de Virel (par héritage en 1827), Garnier (par achat début 1900) puis Jouan de Kervénoaël (par achat en 1976). Les Garnier transformèrent l'ensemble en exploitation agricole au début du XXe siècle.
Les façades et toitures du corps de logis, les cheminées de la salle d'honneur et de la pièce la précédant au rez-de-chaussée ainsi que celle du grenier sont inscrites au titre des monuments historiques par arrêté du 13 décembre 1978. La chapelle, la ferme, les communs, les terrasses méridionales et les murs d'enceinte sont inscrits par arrêté du 24 décembre 1993.

## Description
Le manoir comprend, outre le corps de logis principal, plusieurs dépendances, dont une basse-cour et une chapelle,. Il est entouré de murs d'enceinte,. Un jardin, dont un espace de pelouses, complète l'espace entre les bâtiments et l'enceinte.
Le corps de logis inclut une tour. Des lucarnes ornées d'armoiries surplombent la façade.